# Герб Кастилії-Ла-Манчі
Герб Кастилії-Ла-Манчі — символ автономної спільноти Іспанії Кастилії-Ла-Манча. Він описаний в іспанському законі 1 від 30 червня 1983 р., Законі про герб регіону Кастилія-Ла-Манча і далі регламентується Указом 132 від 5 липня 1983 р. Затверджено офіційний дизайн герба Кастілья-Ла-Манча та Указ 115 від 12 листопада 1985 р., Доповнюючи Указ 132/1983.

## Опис герба
Блазон гербів Кастилії-Ла-Манчі:
|  | Герб розсічено. Зправа [у статуті дослівно написано «Перша половина»] на червоному полі золотий замок, ворота і вікна сині, розчин чорний. На лівому [у статуті дослівно написано «Друга половина»] боці срібне поле. Щит покритий королівською короною, яка являє собою золоте коло, прикрашене дорогоцінними каменями, що складається з восьми кінцівок, з рослинних прикрас, п'ятьох видимих, увінчаних перлинами і чиї листя виходять з півдуги, які сходяться в синій кулі, з напівмеридіаном і золотим екватором увінчаним золотим хрестом. Корона підбита червоним. |

Герб створено на основі регіонального прапора, запропонованому в епоху «доавтономного» регіону. Дизайн був обраний геральдистом Манчего Рамоном Хосе Мальдонадо. Прапор був описаний у статті 5 Статуту про автономію. Деякі установи, як Консультативна рада або Університет Кастилії-Ла-Манчі, використовують власні варіанти, засновані на гербі регіону.

Герб університету Кастилія – Ла-Манча

## Історія
Символ замку як герб Кастильського королівства (це замок із трьома вежами) приписується королю Альфонсо VIII, він був королем Кастилії та Толедо з 1158 року до своєї смерті в 1214 році.
Кастильське королівство Толедо було створене після захоплення Альфонсо VI Толедо 1085 року. Королівство Толедо під проводом мусульман стало підпорядкованим християнами південним королівством Кастильської корони, маючи власний двір та правителів. Оскільки землі стали більш однорідними, до XVIII століття територія була названа Новою Кастилією, що відрізняє південну область Кастилії від північних земель Старої Кастилії. Вона існувала до 1833 року; зараз її регіон знаходиться в межах Іспанії. Герб колишнього кастильського Толедського королівства було блакитним, містив золоту імператорську корону.
Іспанські військові ордени — це сукупність релігійно-військових установ, що виникли в контексті Реконкісти, найважливіші виникають у XII столітті в Королівстві Леон і Кастилія (Орден Сантьяго, орден Алькантари та орден Калатрави) і в XIV столітті в Арагонській короні (орден Монтеси). Народження та розширення цих корінних порядків відбулося здебільшого на стадії Реконкісти, в якій були окуповані території на південь від Ебро та Тегу, тому їх присутність в районах Ла-Манчі серед інших територій. Емблеми найважливіших орденів складаються з різнокольорових грецьких хрестів із геральдичною лілією на кінцях на срібному тлі (або лицарської мантії).

Герб Кастилії
Герб колишнього королівства Толедо
Емблеми іспанських військових орденів